# Sugath Thilakaratne
Sugath Thilakaratne (ur. 30 lipca 1973) – reprezentujący Sri Lankę lekkoatleta, sprinter specjalizujący się w biegu na 400 metrów.

## Osiągnięcia
- liczne medale mistrzostw Azji :
  - Dżakarta 1995 - brąz
  - Fukuoka 1998 - złoto, podczas biegu finałowego ustanowił do dziś aktualny rekord tej imprezy (44,61)
  - Kolombo 2002 - brąz
  - medale (w tym złote) zdobyte w sztafecie 4 x 400 metrów
- dwie szóste lokaty na pucharze świata (Johannesburg 1998, bieg na 400 m i sztafeta 4 x 400 m), 4 lata później w Madrycie Thilakaratne biegł w sztafecie Azji, która zdobyła 4. lokatę
- złoto igrzysk azjatyckich (Bangkok 1998)
- brązowy medal Igrzysk Wspólnoty Narodów (Kuala Lumpur 1998)

W 2000 reprezentował swój kraj na igrzyskach olimpijskich w Sydney, 34. czas eliminacji nie dał mu jednak awansu do ćwierćfinału.

## Rekordy życiowe
- bieg na 200 m - 20,69 (1998) do 2022 rekord Sri Lanki
- bieg na 400 m - 44,61 (1998) rekord Sri Lanki
- bieg na 400 m - 46,76 (2001) rekord Sri Lanki